# Arttu Hyry
 (mai 2024).
Pour les articles homonymes, voir Hyry.
Arttu Hyry (né le 6 avril 2001 à Oulu en Finlande) est un joueur professionnel finlandais de hockey sur glace. Il évolue au poste d'attaquant.

## Biographie

### Carrière en club
Formé au Kärpät Oulu, il commence avec l'équipe première dans la Liiga en 2020-2021. Le 15 avril 2024, il signe un contrat de deux ans avec les Stars de Dallas. En 2024-2025, il part en Amérique du Nord et est assigné aux Stars du Texas dans la Ligue américaine de hockey. Le 2 janvier 2025, il joue son premier match dans la Ligue nationale de hockey avec les Stars face aux Sénateurs d'Ottawa.

### Carrière internationale
Il représente la Finlande au niveau international.

## Statistiques

### En club
| Saison    | Équipe          | Ligue  |                   | Saison régulière  | Saison régulière  | Saison régulière  | Saison régulière  | Saison régulière |   | Séries éliminatoires | Séries éliminatoires | Séries éliminatoires | Séries éliminatoires | Séries éliminatoires |
| Saison    | Équipe          | Ligue  | PJ                | B                 | A                 | Pts               | Pun               | PJ               | B | A                    | Pts                  | Pun                  |                      |                      |
| 2020-2021 | Kärpät Oulu     | Liiga  | 3                 | 0                 | 0                 | 0                 | 0                 | 1                | 0 | 0                    | 0                    | 0                    |                      |                      |
| 2021-2022 | Kärpät Oulu     | Liiga  | 43                | 4                 | 5                 | 9                 | 4                 | 7                | 2 | 0                    | 2                    | 0                    |                      |                      |
| 2021-2022 | Hermes Kokkola  | Mestis | 2                 | 0                 | 0                 | 0                 | 0                 | -                | - | -                    | -                    | -                    |                      |                      |
| 2022-2023 | Kärpät Oulu     | Liiga  | 46                | 9                 | 4                 | 13                | 8                 | 3                | 0 | 0                    | 0                    | 0                    |                      |                      |
| 2023-2024 | Kärpät Oulu     | Liiga  | 55                | 14                | 17                | 31                | 6                 | 12               | 3 | 0                    | 3                    | 0                    |                      |                      |
| 2024-2025 | Stars du Texas  | LAH    | Saison en cours ? | Saison en cours ? | Saison en cours ? | Saison en cours ? | Saison en cours ? |                  |   |                      |                      |                      |                      |                      |
| 2024-2025 | Stars de Dallas | LNH    | Saison en cours ? | Saison en cours ? | Saison en cours ? | Saison en cours ? | Saison en cours ? |                  |   |                      |                      |                      |                      |                      |

### En équipe nationale
| Année | Équipe   | Compétition          |   | PJ | B | A | Pts | Pun | +/-      |  | Résultat |
| 2024  | Finlande | Championnat du monde | 8 | 2  | 1 | 3 | 2   | +1  | 8e place |  |          |